# Филип Чочков
Филип Чочков е български просветен деец и революционер, деец на Вътрешната македоно-одринска революционна организация.

## Биография
Чочков е роден в големия българо-албански македонски град Дебър. Работи като учител в родния си град. В 1896 година влиза в конфликт с другия учител дебранин Трифон Ошавков, който главният учител Яким Деребанов не успява да разреши, и Българската екзархия изпраща в града като инспектор Тома Николов. Николов, който същевременно е член на ВМОРО, разкрива на двамата наличието на революционната организация и ги заклева. Двамата с Ошавков оглавяват комитета на ВМОРО в Дебър. В 1900 година при аферата с убийството на дебърските бегове е арестуван и лежи в Кичевския затвор заедно с протойерей Тома Николов, дякон Йосиф и учителите Лука Джеров, Иван Нелчинов, Славейко Арсов, Матей Христов, Гиче Ошавков.
Към юли 1910 година е училищен инспектор в Лерин.